# کورگوئینیو
کورگوئینیو (به پرتغالی: Corguinho) یک منطقهٔ مسکونی در برزیل است که در ماتوگروسو جنوبی واقع شده‌است. کورگوئینیو ۲٬۶۴۱ کیلومتر مربع مساحت و ۶٬۰۵۴ نفر جمعیت دارد و ۳۲۰ متر بالاتر از سطح دریا واقع شده‌است.